# Котельня

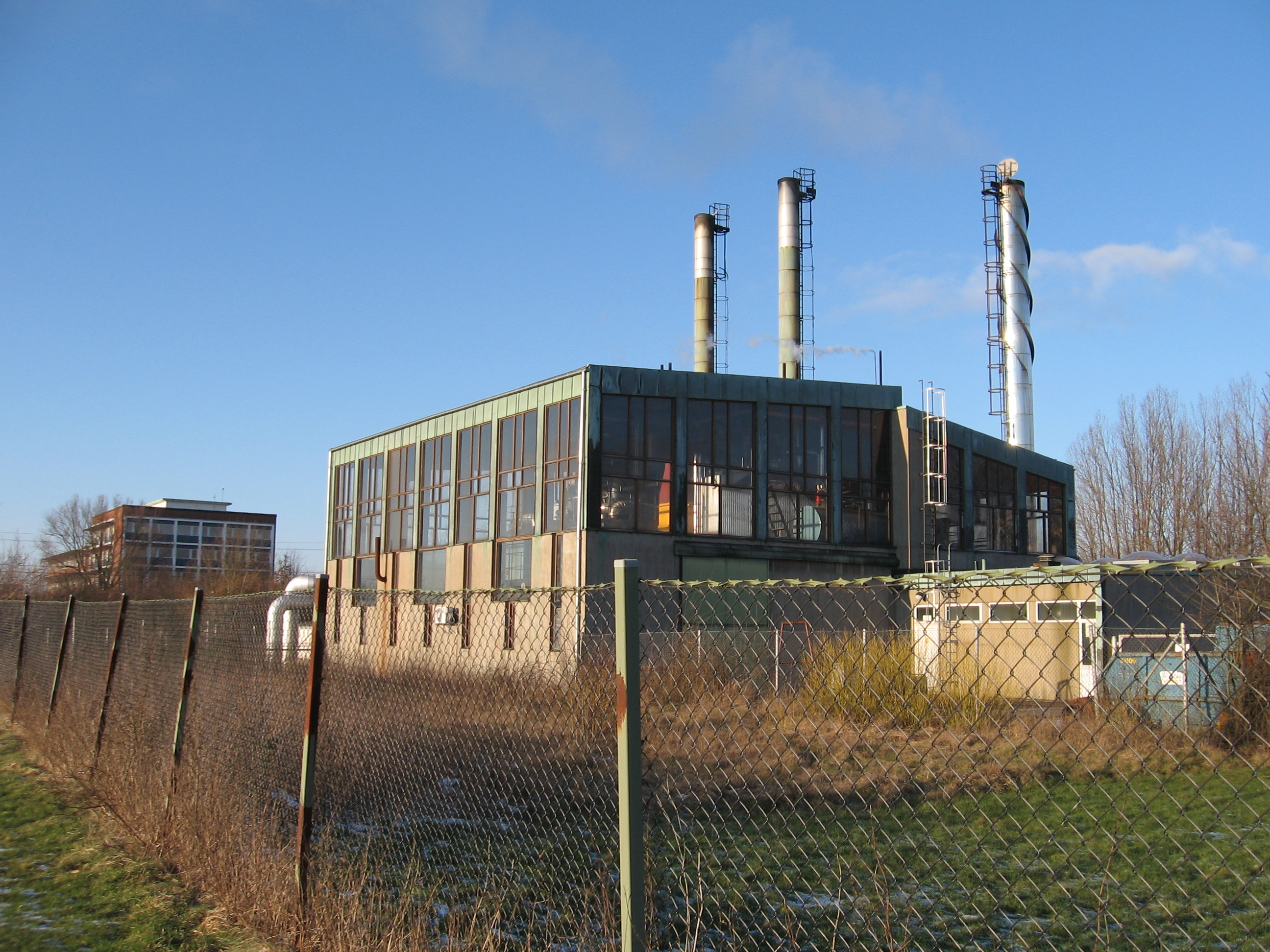
Котельня, Лунд

Коте́льня, коте́льна (котельна установка) — система життєзабезпечення будівлі або групи будівель, джерело енергії для систем опалення, паропостачання, гарячого водопостачання, вентиляції, теплої підлоги та інших інженерних систем в будівлях, а також для технологічних потреб.

## Загальна характеристика
Котельня являє собою розташовану в одному технічному приміщенні установку, яка складається з котла і допоміжного обладнання (тягодуттьові машини, механізми і пристрої управління, димова труба тощо), для отримання водяної пари або гарячої води за рахунок теплоти спалюваного палива. Основним пристроєм котельні є паровий, жаротрубний та/або водогрійний котел, в якому відбувається нагрівання робочої рідини (теплоносія, як правило води або пари). Установки можуть знаходитися на дворі і тому обгортаються, обшиваються теплоізоляційним матеріалом (наприклад, мінеральною ватою). Перспективним матеріалом для теплоізоляції є аерогель. 
Котельні використовуються при централізованому тепло-і паропостачанні або при місцевому постачанні, якщо ця котельня локального значення (у межах приватного будинку, кварталу). Котельні з'єднуються зі споживачами за допомогою теплотраси і/або паропроводів. Теплові мережі ділять на магістральні, квартальні та місцеві.
Котельні можуть працювати на твердому (вугілля), рідкому (мазут, дизпаливо) або газоподібному паливі (природний газ). Димові гази, що утворюються при роботі котлів, відводяться за допомогою димової труби.
У тепловому господарстві країни знаходиться понад 100 тис. котелень різного призначення. Переважна більшість із них — це дрібні промислові чи опалювальні автономні котельні. Стан обладнання більшості з них незадовільний, потребує реконструкції та заміни. Основним паливом для котелень є природний газ — 52—58 % (мазут — 12—15 %, вугілля — 27—36 %).

## Класифікація котельних

### За принципом розташування
- Блочні модульні котельні;
- Дахові котельні;
- Вбудовані котельні;
- Окремо розташовані котельні.

### За видом палива
- Газові.

Більшість котелень в нашій країні працює на газі, через що доля газу у витратах палива на теплопостачання перевищує 55 %. Газ — найекологічніший вид палива на сьогодні.
- Електричні. Працюють на електричному струмі. Встановлюють, коли немає можливості використовувати інші види палива.
- Рідкопаливні. На сьогоднішній момент найчастіше застосовуються мазут та солярка. У останній час ці види рідкого палива заміняють на ВВВС — висококонцентровану водовугільну суспензію (водо-вугільне паливо). 1 МВт виробленого тепла дизельної котельні при експлуатації дорожче в 8 разів тепла, одержуваного від газової котельні.
- Твердопаливні.

Працюють на твердому паливі. Як тверде паливо використовується буре та кам'яне вугілля, дрова, кокс, торф, солома, лушпайки соняшника, брикети та гранули (палети) — пресовані відходи деревини. Часто котельні, що працюють на твердому паливі, встановлюють виробничі фірми, що займаються деревообробкою, у яких є в великих кількостях дерев'яні відходи, які можна використовувати як паливо. Приготування палива в цьому випадку пов'язано з подрібненням що подаються на спалювання відходів, а так само їх підсушування до потрібного вологовмісту. Часто споруди паливо приготування займають більше місця ніж котли та інше обладнання, отже й вартість таких котелень більше ніж інших, але вони дуже швидко виправдовують себе при наявності безкоштовного палива (відходи виробництва). Як правило, біля твердопаливних котелень знаходяться споруди для паливоприготування.
- Комбіновані (багатопаливні). У таких котельнях присутні два види палива і відповідно два комплекси подачі палива. Найчастіше котли забезпечуються комбінованими пальниками, що працюють на природному газі і на дизельному паливі. При цьому одне вид палива визначається як основний, а інший як резервний або аварійний.